# Temnothorax ciferrii
Temnothorax ciferrii is een mierensoort uit de onderfamilie van de Myrmicinae. De wetenschappelijke naam van de soort is voor het eerst geldig gepubliceerd in 1930 door Menozzi & Russo.